# ミヘイル・メスヒ・スタジアム
ミヘイル・メスヒ・スタジアム（グルジア語: მიხეილ მესხის სახელობის სტადიონი、英語: Mikheil Meskhi Stadium、別名:ロコモティヴィ・スタジアム）はジョージアの首都トビリシにある多目的スタジアムである。

## 概要
スタジアム名はジョージアの有名サッカー選手、ミヘイル・メスヒから採られている。主にサッカーの試合に利用されるほか、ラグビーやラグビーリーグの試合に利用されることもある。
スタジアムは2001年に改修工事が行われ、収容人数は27,223人となっている。
ジョージア国内ではボリス・パイチャーゼ・スタジアムに次いで2番目に大きいスタジアムであり、2015年にUEFAスーパーカップの会場として利用された。